# باخرز
باخرز (بالفارسية: باخرز) هي مدينة تقع في إيران في خراسان رضوي. يقدر عدد سكانها بـ 6,854 نسمة .

## أعلام
- علي الباخرزي